# HD 149911
HD 149911，又名BD-06 4467，SAO 141284、HR 6179，是一颗恒星，视星等为6.09，位于銀經10.04，銀緯25.74，其B1900.0坐标为赤經16h 32m 40.1s，赤緯-6° 25.74′ 12″。